# Setge de Bugia (1514)
L'expedició a Bugia va ser una expedició militar en la qual participaren les forces mallorquines amb la finalitat de defensar la ciutat nord-africana de Bugia (Algèria) front a les tropes musulmanes.

## Antecedents
La ciutat de Bugia havia estat conquerida per Ferran el Catòlic el 1510, amb la participació d'un important contingent illenc, però després havia estat assetjada pel corsari Oruç Reis, que el 1512 n'havia establert un bloqueig.

## El setge
El 1514 Oruç Reis n'havia destruït dues fortaleses. El governador de Bugia, el valencià Ramon de Carròs, demanà ajut al rei Ferran, que hi envià l'exèrcit mallorquí dirigit per Miguel de Gurrea y Cerdan. Mallorca, molt interessada a aturar la pirateria barbaresca, aportà diners, homes i armes i organitzà un estol de 3.000 soldats. Arribaren a Bugia el 24 d'agost i, amb la seva presència, permeteren als defensors de la ciutat resistir el setge. L'expedició estava formada per mallorquins, menorquins i eivissencs. L'estol retornà a Mallorca el 13 de gener de 1516, després de quatre mesos i mig de campanya.

## Conseqüències
En 45 anys de domini, el setge dels corsaris per mar, i dels amazics al rerepaís, va empobrir la ciutat. Assetjada per Salih Reis, el 1555, el governador Alonso de Peralta es va rendir finalment.